# Rudolf-Ernst Heiland
Rudolf-Ernst Heiland (* 8. September 1910 in Hohndorf; † 6. Mai 1965 in Marl) war ein deutscher Politiker (SPD, SAPD, LO), Widerstandskämpfer gegen den Nationalsozialismus und 1948–1949 Mitglied des Parlamentarischen Rates. In der Öffentlichkeit war er als Rudi Heiland bekannt.

## Leben und Beruf
Heiland kam 1912 mit seinen Eltern nach Marl, wo sein Vater Arbeit gefunden hatte. Von 1925 an arbeitete er als Hilfsmonteur beim örtlichen Elektrizitätswerk, bis er 1933 aus politischen Gründen entlassen wurde. 1936 verhafteten ihn die Nationalsozialisten zusammen mit Walter Wenthe wegen angeblichen Hochverrats und verurteilten ihn zu einer zweieinhalbjährigen Zuchthausstrafe. Nach der Haftentlassung 1939 arbeitete Heiland zunächst als Angestellter in Ostdeutschland, wurde dann im Zweiten Weltkrieg als Hilfsarbeiter dienstverpflichtet, zuletzt in Danzig. Mit Kriegsende kehrte er nach Marl zurück und machte sich als Kaufmann selbständig. Er war als Bürgermeister Aufsichtsratsmitglied der städtischen „Neuen Marler Baugesellschaft“ und seit 1953 auch Mitglied im Aufsichtsrat der Zeche Auguste Victoria.

## Partei
Heiland gehörte seit 1924 der SAJ und 1928 der SPD an. 1931 schloss er sich der neu gegründeten SAPD an, wechselte 1932 zur trotzkistischen LO und war im Widerstand gegen den Nationalsozialismus in der aus dieser hervorgegangenen IKD aktiv. Nach dem Zweiten Weltkrieg trat er wieder der SPD bei, wurde deren Ortsvorsitzender in Marl und gehörte auch dem Vorstand des Parteibezirks westliches Westfalen an.

## Abgeordneter
Heiland gehörte dem Rat der Stadt Marl seit 1945 und dem Kreistag des Kreises Recklinghausen seit 1946 an. Von 1947 bis 1949 war er Landtagsabgeordneter in Nordrhein-Westfalen.
Heiland war 1948/49 Mitglied des Parlamentarischen Rates. Er gehörte dem Deutschen Bundestag seit dessen erster Wahl 1949 bis zu seinem Tode 1965 an. Er wurde von Bundestagspräsident Erich Köhler am 22. März 1950 wegen unparlamentarischen Verhaltens für acht Sitzungstage ausgeschlossen, nachdem er gemeinsam mit Herbert Wehner und einigen anderen SPD-Abgeordneten den rechtsextremen und zuvor ebenfalls ausgeschlossenen Abgeordneten Wolfgang Hedler aus dem Ruheraum für Abgeordnete vertrieben hatte, wobei Hedler eine Treppe heruntergefallen war. Heiland zog stets über die nordrhein-westfälische Landesliste seiner Partei ins Parlament ein.
1962 brachte Heiland, damals auch Bürgermeister von Marl, einen Brief des NRW-Kultusministers Werner Schütz an die Marler CDU in seinen Besitz. Heiland öffnete den Brief und kopierte den Inhalt. Der Verstoß gegen das Briefgeheimnis wurde bekannt. Zu seiner Verteidigung äußerte er lapidar: „Das lassen Sie mal meine Sorge sein.“

## Öffentliche Ämter
Heiland war von 1946 bis zu seinem Tode Bürgermeister der Stadt Marl. In dieser Funktion hat er die Stadt in den Zeiten des Wirtschaftswunders und des Zusammenwachsens der Ortsteile geprägt. Die sprudelnden Einnahmen der Gewerbesteuer, insbesondere der Chemischen Werke Hüls, erlaubten eine ehrgeizige und aufwendige Stadtplanung. Er schuf die neue Stadtmitte mit dem Rathaus (Architekten van den Broek und Bakema, Bauzeit 1960–67), wagte neue Konzepte im Wohnungsbau (Hügelhäuser) und beauftragte den Architekten Hans Scharoun, der mit der Berliner Philharmonie Weltruf erlangt hatte, mit dem Bau einer Grundschule an der Westfalenstraße mit innovativem Konzept (1964–70), heute denkmalgerecht saniert als Scharounschule Marl.
1954 wurde er Vizepräsident des Deutschen Gemeindetages, nachdem er zuvor bereits dem Vorstand des Gemeindetages Westfalen angehört hatte.